# Чарыков, Иван Матвеевич
Иван Матвеевич Чарыков (27 августа [9 сентября] 1902, с. Ефремово-Зыково, Ефремо-Зыковская волость, Бугурусланский уезд, Самарская губерния, Российская империя — 25 августа 1964, Москва, СССР) — государственный и политический деятель СССР.

## Биография
Родился 27 августа [9 сентября] 1902 в селе Ефремово-Зыково Ефремо-Зыковской волости Бугурусланского уезда Самарской губернии Российской империи (ныне село в составе Пономарёвского района Оренбургской области России).
Член РКП(б) с 1924 года. В 1926 г. окончил Самарскую губернскую школу советского и партийного строительства, затем школьное отделение Ленинградского коммунистического политико-просветительного института им. Н. К. Крупской (ныне Санкт-Петербургский государственный университет культуры и искусств).
С 1930 по 1937 — на педагогической работе: учитель истории, директор Бугурусланского сельскохозяйственного техникума (Средне-Волжский край), заведующий Бугурусланским районным отделом народного образования, Чапаевским городским отделом народного образования, директор Ульяновского библиотечного техникума (Куйбышевская область).
С 1937 г. на партийной работе. Работал 2-м секретарем Ульяновского городского комитета ВКП(б) Куйбышевской области (1937—1938).
В 1938—1939 — заведующий отделом, затем 3-й секретарь Куйбышевского областного комитета ВКП(б).
С марта 1940 по декабрь 1948 года — 1-й секретарь Чувашского областного комитета ВКП(б).
С 1950 по апрель 1951 г. — инспектор ЦК ВКП(б). Затем до 1953 г. был представителем Совета по делам колхозов при Совете Министров СССР по Новгородской области.
В 1953 назначен заведующим Промышленно-транспортным отделом Новгородского областного комитета КПСС, а затем в том же году — 1-м секретарем Новгородского городского комитета КПСС.
С 1954 по 1960 — начальник Отдела Главного управления переселения и организованного набора рабочих при СМ РСФСР.
Умер в Москве в 1964 г.

## Память
Похоронен на Новодевичьем кладбище.

## Награды
- Орден Ленина (трижды)
- Орден Отечественной Войны I-й степени